# ダルク語
ダルク語（ダルクご、英: Dharuk）またはダールク語（ダールクご）やダルーグ語（ダルーグご、英: Dharug）とはパマ・ニュンガン語族に属する消滅した言語である。現在のニューサウスウェールズ州のシドニーおよびその周辺に住むアボリジニーにより話されていた。

## 名称について
本言語全体を表す自称は記録されていない。しかし通称としてDharuk（Darrook、Dhar'rook、Dharrook、Dharruk、Dharugとも）の名が知られている。これは〈言語〉を表す言葉であった。また、本言語を話す人々は白人との接触の際に自分達の事をEeōraと表した。なお、地名からとったシドニー語（英語: Sydney language）という呼び名も存在する。

## 語彙
動物名「ディンゴ」、「コアラ」、「ワラビー」、「ウォンバット」、そして道具の名「ブーメラン」といった語彙はそれぞれダルク語のdin-gu, gú-la, wa-la-ba, wom-bat, būmarinyに由来するものであるとされる。さらにニューサウスウェールズ州には「パラマタ」などダルク語由来の地名がいくつか存在する。

## 文法
ダルク語の文法は、DawesやDixonらによって研究されてきたが、未だ確定されていない部分も大きい。以下に述べるのは、両者の記述をもとにした、Jeremy Steel (2005)による再構である。

### 代名詞
ダルク語には、独立代名詞（free pronouns）と人称接辞（bound pronouns）が存在する。人称接辞は、接尾辞として動詞の最後に接続する。人称接辞は、人称、数（単数・双数・複数）及び格を標示する。一人称は、包括形と除外形を区別する。主格の接辞と対格の接辞では、主格が先に接続する。否定文では、人称接辞は否定辞に接続する。
|       | 単数 | 双数    | 複数 |
| ----- | ---- | ------- | ---- |
| 1人称 | -ngi | -ngun   |      |
| 2人称 |      | -ban    |      |
| 3人称 | -ban | -ban(d) |      |

|       | 単数 | 双数 | 複数 |
| ----- | ---- | ---- | ---- |
| 1人称 | -nga |      |      |

|       | 単数   | 双数（除外形） | 複数（除外形） |
| ----- | ------ | -------------- | -------------- |
| 1人称 | ngayu  | ngalu          | ngyilu         |
| 2人称 | ngyinu |                |                |

#### 接辞-ban, -band
Dawesの記録に17例が見られる接辞-ban及び-bandの用法は、時制と人称をともに標示するうえ、標示される時制がまちまちであるという点で、複雑である。Jeremy(2005)は、この記録を、以下の理由から、疑わしいとする。
- Dawes自身が、疑わしいことを示すコロンをつけている。
- ダルク語を含め、オーストラリアの言語には、ゼロ標示による三人称が数多くみられる。
- -bandに見られる子音連続-ndは、ダルク語では許容されない。
- Dawesが断言する接辞は一人称単数、二人称単数、二人称双数・複数のみであり、双数と複数の区別には気づいていなかった。